# Chase Bank
Chase Bank (ранее — Chase Manhattan Bank) — американский банк со штаб-квартирой в Нью-Йорке. Является дочерней компанией по потребительским и коммерческим банковским услугам транснациональной холдинговой компании JPMorgan Chase.
Chase Manhattan Bank был образован в 1955 году в результате слияния Chase National Bank и Manhattan Company.
В 1973 году в Москве был открыт филиал «Чейз банка» для обслуживания проекта «Сделка века «газ — трубы»».
В 2000 году в результате слияния банка с J. P. Morgan & Co. был образован JPMorgan Chase.
Chase Bank имеет более 5 100 отделений и 17 000 банкоматов и является одним из четырех крупнейших банков США.